# Littérature jordanienne
La littérature jordanienne désigne l'ensemble des pratiques et productions textuelles, orales et écrites, à toute époque, en toute langue, en tout lieu (diasporas comprises), par des Jordaniens de tout statut (citoyenneté, résidence, clandestinité, autre) et/ou toute personne revendiquant, au moins partiellement, son appartenance à la culture jordanienne. Il s’agit d’abord de littérature contemporaine, essentiellement en arabe (toutes variantes confondues).
La littérature jordanienne est ainsi la littérature (écrite comme orale) originaire du pays actuel, appelé désormais officiellement Royaume hachémite de Jordanie. Cette littérature est influencée par les littératures des autres pays arabophones, particulièrement la littérature syrienne et par l'histoire sociale et politique du pays et de la région.

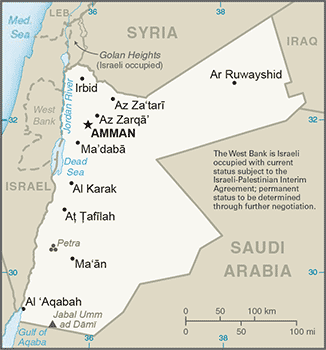
Jordanie

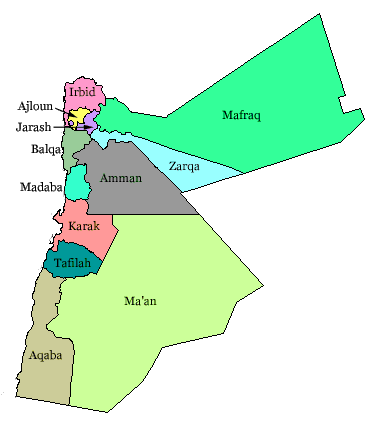
Gouvernorats de Jordanie

## XXesiècle

### Démographie
En 2022, 95 % de la population est arabe (y compris Druzes et Bédouins) et musulmane (toutes tendances confondues).
Parmi les minorités anciennes : Circassiens, Tchétchènes, Arméniens, Assyriens.
Et de très nombreux réfugiés, relativement récents, irakiens, syriens, palestiniens (liste des camps de réfugiés palestiniens, réfugiés de la guerre civile syrienne en Jordanie).
La très nette évolution de la population (1900 (271 000), 1952 (586 200), 1961 (900 800), 1979 (2 133 000), 1983 (2 502 000), 2002 (5 038 000), 2017 (10 053 000)) renvoie à l’effectif estimé de 1800 (200 000 : condensé des traditions culturelles) et à l’accélération de l’urbanisation (liste de villes de Jordanie, à effervescence culturelle probable, surtout à Amman).

### Histoire

Vallée du rift du Jourdain
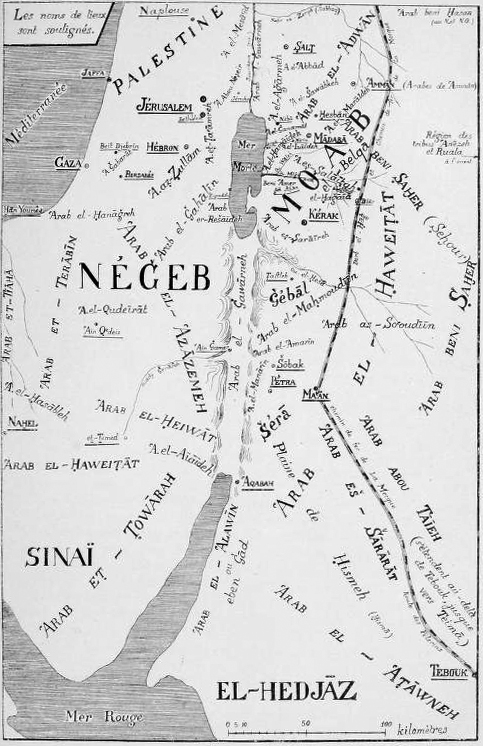
Populations bédouines vers 1900
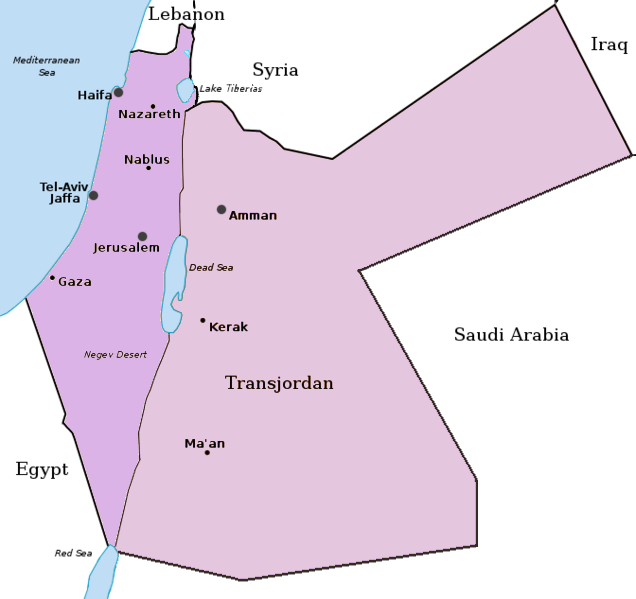
Cisjordanie et Transjordanie en 1922
Mandat britannique, 1920-1948
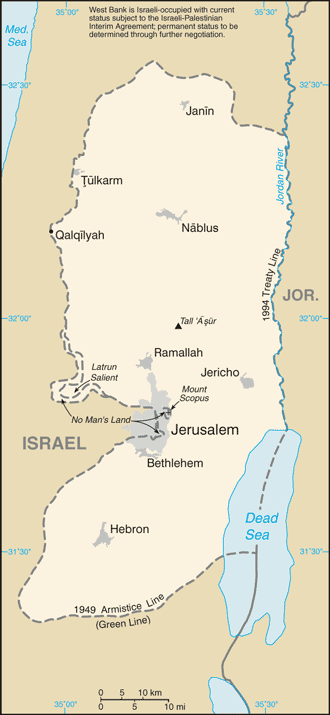
Cisjordanie (West Bank)

La région participe au déclin et à la chute de l’Empire ottoman : nahda, nationalisme arabe, révoltes de Shoubak (en) (1900-1905), révolte du Hauran de 1910, révolte de Karak (en) (1910), révolte arabe de 1916-1918, bataille d'Aqaba (1917), et à la partition de l'Empire ottoman (1918-1922) : territoires ennemis occupés (au Levant, 1918-1920). 
Les dirigeants du pays acceptent le principe d’une Palestine mandataire (avec toute la question de la Cisjordanie) et d’un mandat français en Syrie et au Liban, et la création d’un émirat de Transjordanie (1921-1946) sous protectorat britannique, devenant en 1946 royaume hachémite de Jordanie. La Jordanie fait face à divers défis : rébellion Kura (en) (1921-1923), raids Ikhwan en Transjordanie (en) (1922-1924), rébellion Adwan (en) (1923), grande révolte arabe de 1936-1939 en Palestine mandataire, création de l’État d’Israël (1948), guerre israélo-arabe de 1948-1949, Fédération arabe d'Irak et de Jordanie (quelques mois en 1958), Septembre noir (1970-1971).
La liste des souverains de Jordanie est brève : 
- Abdallah Ier (1882-1951, émir de 1921 à 1946, roi de 1949 à 1951),
- Talal (1909-1972, roi de 1951 à 1952),
- Hussein (1935-1999, roi de 1952 à 1999),
- Abdallah II (1962-, roi depuis 1999).

### Littérature
La littérature jordanienne moderne et contemporaine s’écrit par des Jordaniens (souvent d’ascendance mixte, particulièrement palestinienne) en arabe et souvent en anglais, surtout pour les auteurs des diasporas (États-Unis, Royaume-Uni, pays du Golfe, etc.).
La plus grande partie de la littérature jordanienne, contemporaine d’abord, est méconnue du lectorat francophone, car peu traduite et/ou peu diffusée.
La presse arabophone est active : journalistes jordaniens, liste de journaux (quotidiens et hebdomadaires) de Jordanie (en)
La chaîne qatarienne de télévision Al Jazeera revitalise l'ensemble de la scène culturelle arabe.

### Auteurs
- Mustafa Wahbi Tal (en) (1899-1949, Arar), poète, écrivain, enseignant, fonctionnaire
- Ya'qoub Al-Oudat (en) (1909-1971), écrivain, penseur, universitaire, historien, conteur, traducteur

#### 1910
- Emily Bisharat (1910 ?-2004), enseignante, avocate, militante politique, philanthrope
- Saad Jumaa (1916-1979), poète, auteur, politique
- Suleiman Mousa (en) (1919-2008), historien

#### 1920
- Jumah Hammad (en) (1923-1995), romancier, journaliste, politique
- Abdul-Karim Gharaybeh (en) (1923-2014), historien, universitaire, politique
- Salma Khadra Jayyusi (1926-), poétesse, critique, historienne, essayiste

#### 1930
- Ghalib Halasa (en) (1932-1989), romancier, nouvelliste, traducteur, critique littéraire, activiste (politique)
- Abdel Rahman Mounif (1933-2004), journaliste, romancier, essayiste, À l'est de la Méditerranée (1975), Cités de sel (1984)…
- Yousef Ghawanmeh (en) (1935-2021), universitaire, historien, anthropologue
- Amina Al Adwan (en) (1935-), poétesse, auteure, essayiste, critique littéraire
- Mohydeen Izzat Quandour (en) (1938-), historien, essayiste, réalisateur, producteur
- Tayseer Sboul (en) (1939-1973), poète, romancier, animateur de radio, avocat

#### 1940
- Umar Sulaiman Al-Ashqar (en) (1940-2012), enseignant en droit islamique, salafiste, frère musulman
- Madiha Rashid Al-Madfai (en) (1940-2019), femme de radio
- Fawwaz Tuqan (en) (1940-), poète
- Haider Mahmoud (en) (1942-), poète, journaliste, chroniqueur
- Zoulikha Abou Richa (1942-), poétesse, défenseure (droits des femmes)
- Abbas Arnaout (en) (1944-), réalisateur, auteur
- Jamal Abu Hamdan (en) (1944-2015), druze, nouvelliste, dramaturge, scénariste
- Ziyad Qasim (en) (1945-2007), romancier
- Fakhri Kawar (en) (1945-), enseignant, nouvelliste, scénariste, satiriste
- Insaf Qal'aji (en) (1946-), auteure, nouvelliste
- Khaled Al-Karaki (en) (1946-), universitaire, poète, écrivain, politique
- Hanan Al-Agha (en) (1948-2008), poétesse, nouvelliste, plasticienne
- Elias Farkouh (en) (1948-2020), romancier, nouvelliste
- Laila al-Atrash (1948-2021), journaliste, romancière

#### 1950
- George Ibrahim Haddad (en) (1950 ?), poète, journaliste, chroniqueur, analyste politique
- Mu'nis Razzaz (en) (1951-2002), romancier, dont 15 ouvrages ont reçu des prix
- Noor de Jordanie (1951), reine, auteure
- Jamal Naji (en) (1954-2018), romancier, nouvelliste
- Kamel Mahadin (en) (1954-), architecte, artiste, auteur, professeur, sénateur
- Ibrahim Nasrallah (1954-), poète, peintre, photographe, journaliste
- Amjad Nasser (1955-2019), poète, un des pionniers de la modernité poétique arabe et du poème arabe en prose, journaliste, romancier
- Mohammad Shaheen (en) (1955 ?), universitaire, auteur, traducteur
- Muhammad Fanatil al-Hajaya (en) (1955-), poète, bédouin
- Samihah Kharis (en) (1956-), romancière, journaliste, traductrice, scénariste
- Fadia Faqir (en) (1956-), universitaire, romancière, nouvelliste, dramaturge
- Yousef Abou Louz (en) (1956-), poète, journaliste
- Mohammad Tomaliah (en) (1957-2008), journaliste, satiriste, nouvelliste
- Amal Naseer (1959-), universitaire, critique littéraire, écrivaine, essayiste

#### 1960
- Nahed Hattar (1960-2016), journaliste, politique
- Hanaa Al-Ramli (en) (1961-), ingénieure, auteure, chercheuse, conférencière, activiste (technologies de l'information, culture Internet)
- Kafa Al-Zou'bi (1965-), romancière
- Nassar Mansour (en) (1967-), artiste, calligraphe, universitaire
- Taghrid Qindil (en) (1967-), auteure, nouvelliste
- Ibrahim al-Kufahi (en) (1967-), poète, universitaire, critique
- Ranah Nazzal (en) (1969-), poétesse, universitaire, auteure

#### 1970
- Jalal Barjas (en) (1970-), ingénieur, journaliste, poète, romancier, nouvelliste
- Norma Khouri (1970-, Norma Bagain Toliopoulos), auteure de Honor Lost : Love and Death in Modern Day Jordan (2003)
- Haya Muhammad Saleh (1971-), romancière, dramaturge (enfance)
- Azza El-Hassan (en) (1971-), documentariste, réalisateur, écrivain
- Mohammed Barhouma (ar) (1972-), écrivain, formateur en médias et chercheur, collaborateur de différents journaux et magazines du Golfe
- Ayman Otoom (en) (1972-), poète, romancier
- Samer Libdeh (en) (1974-), chercheur, analyste politique, consultant
- Ahmad Hasan Al Zoubi (en) (1975-), chroniqueur, dramaturge, satiriste, nouvelliste
- Fouad Hussein (en) (1975 ?), journaliste, analyste politique, essayiste
- Dima Tahboub (1976-), journaliste politique, attachée de presse du Front islamique d'action (Frères musulmans)
- Najah Al-Masaeed (en) (1977-), poétesse, présentatrice média, activiste (droits humains)
- Sanaa Shalan (1977-), universitaire, romancière, auteure (enfance)
- Suleiman Bakhit (en) (1978 ?-2019), entrepreneur (Aranim Media Factory), bédéiste
- Wael Raddad (en) (1979-), romancier, poète, auteur, scénariste, peintre

#### 1980
- Samer Raimouny (en) (1980 ?), poète, défenseur (droits de l’enfance)
- Saeed Tayah (en) (1980 ?), poète
- Ahmad Alyaseer (en) (1980 ?), réalisateur (TV), producteur, auteur
- Fadi Zaghmout (en) (1980 ?), journaliste, blogueur, romancier, Aroos Amman (2012)
- Islam Samhan (en) (1981 ?), poète
- Maan Abu Taleb (en) (1981-), romancier
- Abeer Al Taher (1987-), poétesse, écrivaine (enfance)
- Zain Duraie (en) (1989 ?), actrice, réalisatrice, écrivaine

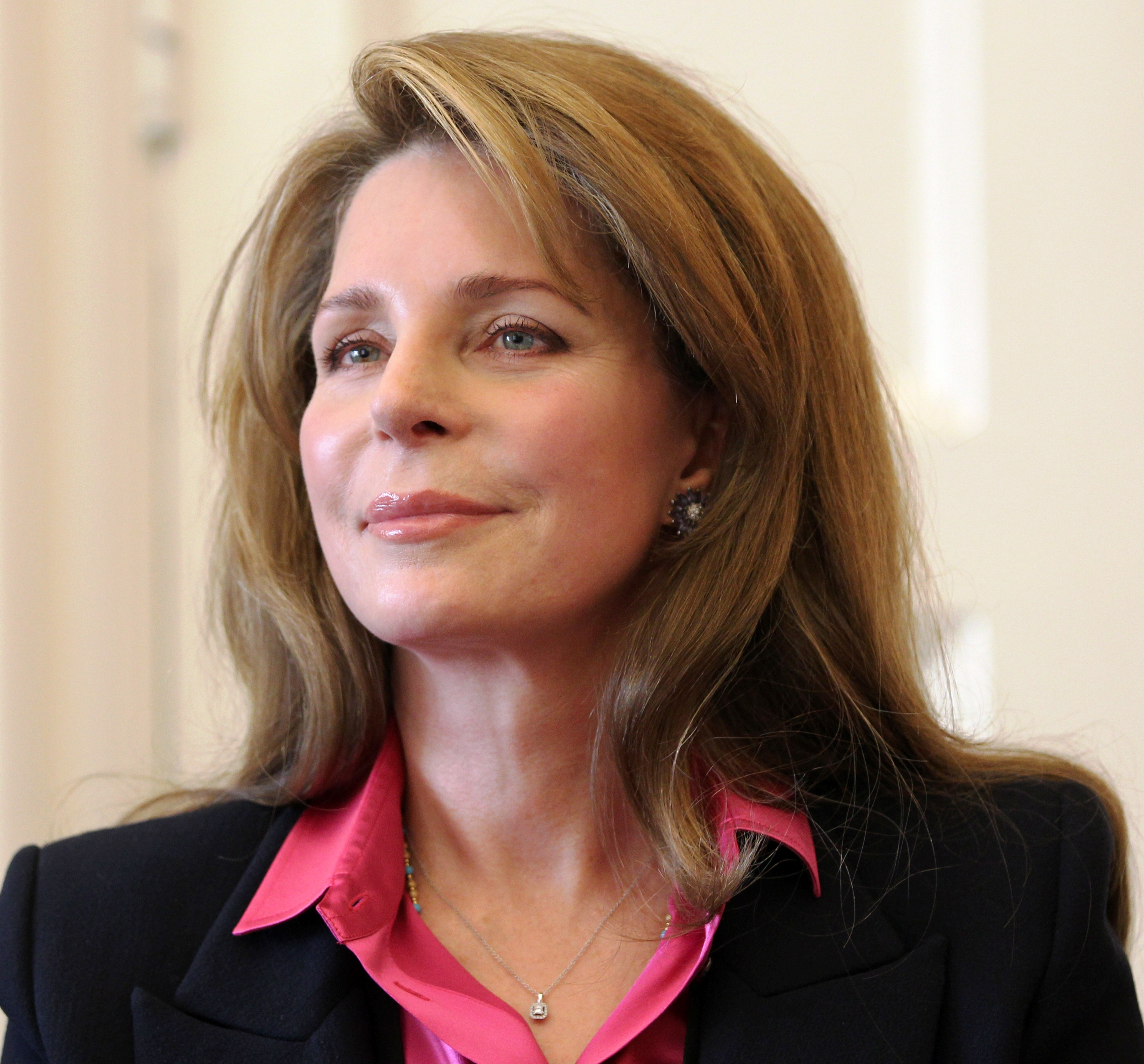
Noor de Jordanie
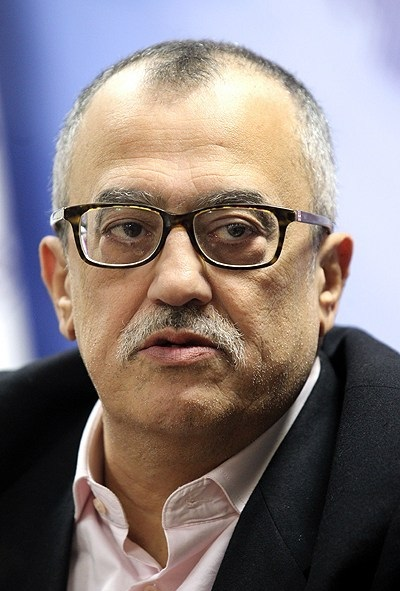
Nahed Hattar
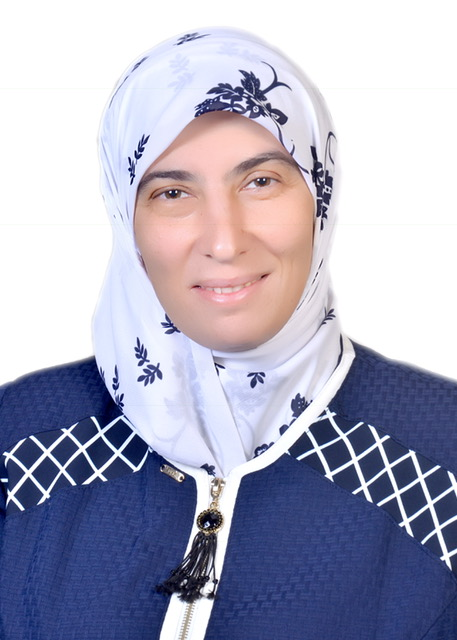
Dima Tahboub
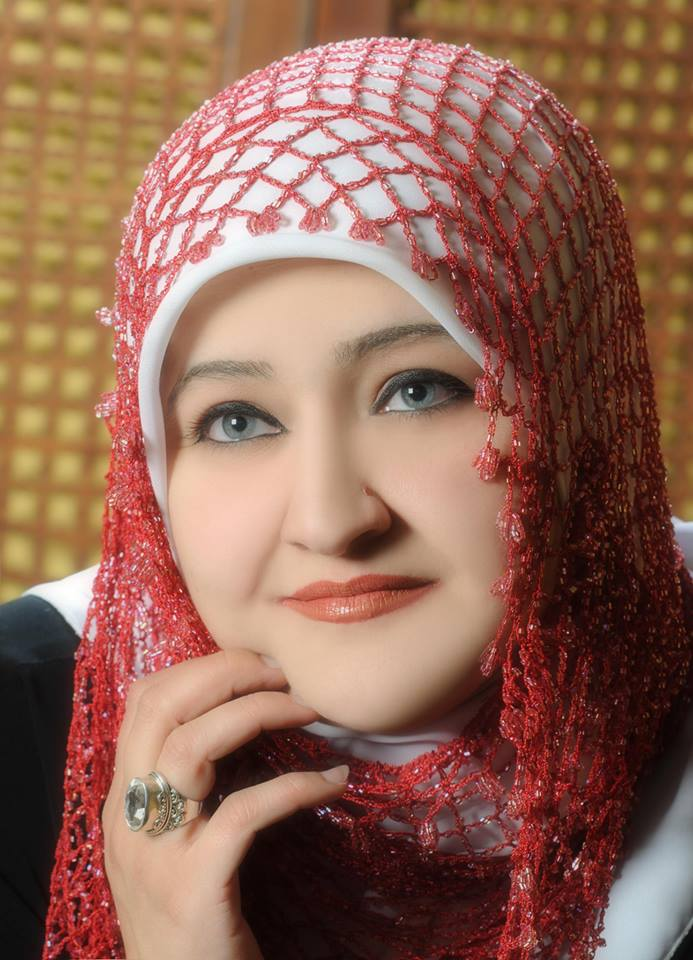
Sanaa Shalan

## XXIesiècle
La Jordanie est marquée par les guerres en Syrie et en Irak, les attentats du 9 novembre 2005 à Amman, la contestation de 2011-2012 en Jordanie (printemps arabe) et les menaces de l'organisation État islamique (Daesh).

## Institutions
- Union des écrivains jordaniens
- Prix international de la fiction arabe
- Prix Al Owais (en) (depuis 1988)
- Prix Katara pour le roman arabe (en)
- Marefa, projet encyclopédique en arabe, façon wikipedia
- Mawdoo3 (en), éditeur de contenu arabe en ligne, basé en Jordanie
- Critiques littéraires jordaniens : Ibrahim al-Kufahi (en) (1967-), Amal Naseer (1959-), Sanaa Shalan (1977-)
- Département de la bibliothèque nationale de Jordanie
- Institut français de Jordanie (2012)

## Littératures de Jordanie avant 1900
La Jordanie s'inscrit dans l'Arabah de la vallée du rift du Jourdain, partie sud de la faille du Levant.

### Antiquité
Le Proche-Orient ancien, localement, concerne l’histoire de la Palestine et d’Israël antique : Samarie, Transjordanie, Palestine Pérée, Galaad...
Au second millénaire, les peuples remarqués du Levant sont les Hyksôs, les Apirou et les Shasou, surtout dans des textes d'exécration égyptiens. Au premier millénaire, les peuples proches sont les Cananéens, les Phéniciens, les Philistins (histoire de Gaza antique), les Ammonites, puis les Nabatéens (Pétra, route de l'encens, Avdat (Néguev)).  
Parmi les royaumes qui s’établissent dans le voisinage : pays de Madian ou des Midianites (Dumat Al-Djandal), royaume d'Aram-Damas (1150-732), Monarchie unifiée d'Israël et Juda (1020-930), Royaume de Juda (de -931 à -586), Royaume d’Ammon (de -930 à -332), Royaume de Moab (de -850 à -400 environ), Édom (de -650 à 533). 
Après les guerres des Diadoques (322-281, succession d'Alexandre le Grand (356-323)), et les conflits Antigonides-Nabatéens (en) (314-312), le royaume nabatéen (de -320 environ à + 106) devient le centre économique et culturel pour quatre siècles. 
Puis, l’Empire romain s’impose, fondant en 106 la province romaine d’Arabie pétrée (Arabia Petraea.), avec Bosra pour capitale, et Pétra comme cité nabatéenne emblématique : histoire des Romains en Arabie (en), sites romains de Jordanie (en), Décapole de Jordanie, Palaestina Salutaris (en) (ou Palaestina Tertia (300-636)).
Les Nabatéens semblent avoir abandonné vers 250-300 l’écriture nabatéenne au profit de l’écriture grecque, et s’être christianisés ver 350-450.
Le séisme de 363 en Galilée endommage gravement la ville de Pétra, et précipite son déclin (au profit de Palmyre et surtout d'Alexandrie).
La grande région semble, globalement quoique minoritairement, gagnée par le judaïsme et le christianisme (deux religions du Livre centrées à Jérusalem, à 100 km d'Amman) : mont Sinaï, monastère Sainte-Catherine du Sinaï, monastère de Mar Saba, christianisme primitif, monastères de la région de Gaza, Pères du désert, Mères du désert, Marie l'Égyptienne, tribus juives de Yathrib, sabéisme, mandéisme, nestorianisme, royaume d'Himyar, pacte de Najran...
Le groupe des langues sémitiques du Nord-Ouest (partie de la famille des langues chamito-sémitiques), comprenant les langues autochtones du Levant, se subdivisent en langues cananéennes (hébreu, phénicien/punique, amorrite, ammonite, éqronite, moabite et édomite), araméen et ougaritique. L’araméen est la langue véhiculaire du Levant à peu près de -600 à +600 (avec le grec commun ou koinè).
De toutes ces littératures antiques, en araméen, judéo-araméen, hébreu, cananéen, grec, latin, syriaque, il reste fort peu de textes qui concernent spécifiquement les populations de l’actuelle Jordanie.
Une puissance finit par s'imposer, les Ghassanides (220-638), confédération de tribus arabes (du sud) chrétiennes (monophysistes), chargée par l’empereur byzantin Justinien Ier de devenir un royaume vassal de protection contre les Sassanides, les Lakhmides et les Bédouins. Leur présence active entraîne une prospérité, une urbanisation, un mécénat des arts, de la musique et surtout de la poésie arabe : l'art arabe préislamique des Ghassanides est une influence de l'art omeyyade.

### Moyen Âge: 635-1516
Le groupe des langues sémitiques du sud s’impose dès l’expansion de l'islam : arabe (des Arabes du Nord) plutôt que langues sudarabiques anciennes. Les Hachémites sont une dynastie descendant de Hachim ibn Abd Manaf, de la riche et commerçante tribu des Quraych (de la famille de Mahomet), originaire de La Mecque, protectrice des lieux saints de l’islam, avec de nombreux chérifs et d’émirs, et à ce titre respectée par les différentes dynasties des empires (fatimide, seldjoukide, ayyoubide, mamelouk, ottoman), puis appelée à régner en Syrie, Irak, Jordanie.
La littérature arabe en Jordanie ne semble pas beaucoup se distinguer de la littérature de langue arabe de tous les pays d’islam.
L’adab correspond à une littérature en prose de personnes de qualité (mais ni philosophique ni religieuse) : miroir, conte, fable, apologue, proverbe, généalogie, géographie, anthologie, compilation, encyclopédie, manuel, maqâma (ou Séance, court récit de fiction)… Trois grands ensembles textuels sont évidents.
- Abu al-Faraj al-Isfahani (897-967) est l'auteur de la grande anthologie dénommée Livre des Chansons (Kitâb al-Aghânî), ordonnée par le sultan Hâroun ar-Rachîd.
- Chroniqueurs arabes sur les croisades, dont Ibn al-Athîr, avec surtout l’intermède de la Seigneurie d'Outre-Jourdain (1118-1189).
- Les Mille et Une Nuits, un des sommets de la littérature indo-perso-arabe, pas vraiment jordanien, souvent classé dans la littérature arabe épique, relève plutôt d’une remarquable imbrication de ces petites fictions populaires.

Les évolutions de l’écriture de l'arabe, dont les styles calligraphiques arabes, permettent le développement d’un art du livre arabe, et de la miniature arabe, dont témoignent les manuscrits enluminés.

### Domination ottomane: 1516-1918
Le gros village ruiné d’Amman est abandonné au profit de As-Salt (Saltus) comme centre administratif (rasé en 1840) pour gérer un sous-ensemble du pachalik de Damas (1517-1864), puis du vilayet de Syrie (1865-1918).
De cette époque, il reste peu de textes (en arabe ou en turc ottoman) accessibles pour un lectorat francophone.